# Geoff Lees
Geoffrey Lees (1951. május 1.) brit autóversenyző.

## Pályafutása
1975-ben megnyerte a Formula–Ford-fesztivált, 1979-ben és 80-ban pedig a makaói nagydíj győztese volt.
Az 1981-es európai Formula–2-es bajnokságon három futamgyőzelmet szerzett, és további háromszor állt dobogón. Végül nagy előnnyel szerezte meg a bajnoki címet a belga Thierry Boutsen előtt.
1978 és 1982 között a Formula–1-es világbajnokság tizenkét versenyén szerepelt. Mindössze öt futamra tudta kvalifikálni magát. Pontot egy alkalommal sem szerzett, legjobb eredményét az 1979-es német nagydíjon érte el, ahol hetedik lett.

## Eredményei

### Teljes eredménylistája az európai Formula–2-es bajnokságon
(Táblázat értelmezése)

(Félkövér: pole-pozícióból indult; dőlt: leggyorsabb kört futott) 

| Év   | Csapat           | Modell      | Motor | 1     | 2     | 3      | 4     | 5     | 6     | 7     | 8      | 9     | 10    | 11    | 12     | Helyezés | Pont |
| ---- | ---------------- | ----------- | ----- | ----- | ----- | ------ | ----- | ----- | ----- | ----- | ------ | ----- | ----- | ----- | ------ | -------- | ---- |
| 1980 | Ralt Racing Ltd. | Ralt/RT2    | Honda | THR   | HOC   | NÜR    | VAL   | PAU   | SIL   | ZOL   | MUG    | ZAN   | PER   | MIS   | HOC Ki | -        | 0    |
| 1981 | Ralt Racing Ltd. | Ralt/RH6/81 | Honda | SIL 7 | HOC 5 | THR Hn | NÜR 5 | VAL 5 | MUG 2 | PAU 1 | PER Ki | SPA 1 | DON 1 | MIS 2 | MAN 2  | 1.       | 51   |

### Teljes Formula–1-es eredménylistája
(Táblázat értelmezése)

(Félkövér: pole-pozícióból indult; dőlt: leggyorsabb kört futott) 

| Év   | Csapat                 | Modell         | Motor   | 1   | 2   | 3      | 4      | 5      | 6      | 7      | 8      | 9   | 10     | 11     | 12     | 13  | 14     | 15  | 16  | Helyezés | Pont |
| ---- | ---------------------- | -------------- | ------- | --- | --- | ------ | ------ | ------ | ------ | ------ | ------ | --- | ------ | ------ | ------ | --- | ------ | --- | --- | -------- | ---- |
| 1978 | Mario Deliotti Racing  | Ensign N175    | Ford V8 | ARG | BRA | RSA    | USW    | MON    | BEL    | ESP    | SWE    | FRA | GBR Nk | GER    | AUT    | NED | ITA    | USA | CAN | -        | 0    |
| 1979 | Candy Tyrrell Team     | Tyrrell 009    | Ford V8 | ARG | BRA | RSA    | USW    | ESP    | BEL    | MON    | FRA    | GBR | GER 7  | AUT    | NED    | ITA | CAN    | USA |     | -        | 0    |
| 1980 | Shadow Cars            | Shadow DN11    | Ford V8 | ARG | BRA | RSA 13 | USW Nk |        |        |        |        |     |        |        |        |     |        |     |     | -        | 0    |
| 1980 | Shadow Cars            | Shadow DN12    | Ford V8 |     |     |        |        | BEL Nk | MON Nk | FRA Nk | GBR    | GER | AUT    |        |        |     |        |     |     | -        | 0    |
| 1980 | Unipart Racing Team    | Ensign N180    | Ford V8 |     |     |        |        |        |        |        |        |     |        | NED Ki | ITA Nk | CAN |        |     |     | -        | 0    |
| 1980 | RAM Theodore           | Williams FW07B | Ford V8 |     |     |        |        |        |        |        |        |     |        |        |        |     | USA Nk |     |     | -        | 0    |
| 1982 | Theodore Racing Team   | Theodore TY02  | Ford V8 | RSA | BRA | USW    | SMR    | BEL    | MON    | DET    | CAN Ki | NED | GBR    |        |        |     |        |     |     | -        | 0    |
| 1982 | John Player Team Lotus | Lotus 91       | Ford V8 |     |     |        |        |        |        |        |        |     |        | FRA 12 | GER    | AUT | SUI    | ITA | CPL | -        | 0    |

### Le Mans-i 24 órás autóverseny
| Év   | Csapat                    | Autó             | Csapattárs         | Csapattárs            | Helyezés | Kiesés oka  |
| ---- | ------------------------- | ---------------- | ------------------ | --------------------- | -------- | ----------- |
| 1982 | Nimrod Racing Automobiles | Nimrod NRA C2    | Tiff Needell       | Bob Evans             | Kiesett  | Motorhiba   |
| 1985 | Dome Team                 | Dome 85C         | Eje Elgh           | Szuzuki Tosio         | Kiesett  | Kuplunghiba |
| 1986 | Tom’s Co. Ltd.            | Dome 86C         | Nakadzsima Szatoru | Masanori Sekija       | Kiesett  | Motorhiba   |
| 1987 | Toyota Team Tom’s         | Toyota 87C       | Eje Elgh           | Alan Jones            | Kiesett  | ?           |
| 1988 | Toyota Team Tom’s         | Toyota 88C       | Kauro Hoshino      | Masanori Sekija       | 12.      |             |
| 1989 | Toyota Team Tom’s         | Toyota 89C       | Johnny Dumfries    | John Watson           | Kiesett  | Baleset     |
| 1990 | Toyota Team Tom’s         | Toyota 90CV      | Hitoshi Ogawa      | Masanori Sekija       | 6.       |             |
| 1992 | Toyota Team Tom’s         | Toyota TS010     | David Brabham      | Katajama Ukjó         | Kiesett  | Motorshiba  |
| 1993 | Toyota Team Tom’s         | Toyota TS010     | Jan Lammers        | Juan Manuel Fangio II | 8.       |             |
| 1995 | Lister Cars Ltd.          | Lister Storm GTS | Rupert Keegan      | Dominic Chappell      | Kiesett  | ?           |
| 1996 | Newcastle United Lister   | Lister Storm GTL | Tiff Needell       | Anthony Reid          | 19.      |             |
| 1997 | Newcastle United Lister   | Lister Storm GTL | Tiff Needell       | George Fouché         | Kiesett  | Baleset     |
| 1998 | Toyota Motorsport         | Toyota GT-One    | Ralf Kelleners     | Thierry Boutsen       | Kiesett  | ?           |
| 2000 | Thomas Bscher Promotion   | BMW V12 LM       | Thomas Bscher      | Jean-Marc Gounon      | Kiesett  | Baleset     |

## Külső hivatkozások
- Profilja a grandprix.com honlapon (angolul)
- Profilja a statsf1.com honlapon (angolul)
- Profilja a driverdatabase.com honlapon (angolul)